# Rhamphomyia
Rhamphomyia är ett släkte av tvåvingar, som i sin tur är en mycket stor grupp av insekter. Släktet ingår i familjen dansflugor (Empididae).